# Hadim Mesih Pasha
Hadim Mesih Pasha, död 1589, var en egyptisk guvernör.
Han var guvernör i Egypten 1574–1580. 